# Котки и кучета: Отмъщението на Кити
„Котки и кучета: Отмъщението на Кити“ (на английски: Cats & Dogs: The Revenge of Kitty Galore) е шпионска комедия от 2010 г. на режисьора на Брад Пейтън (в неговия режисьорски дебют), продуциран от Андрю Лазар и Поли Джонсън, по сценарий на Рон Дж. Фрийдман и Стив Бенсич, а музиката е композирана от Кристофър Ленърц. Във филма участват Крис О' Донъл и Джак Макбрайър, а озвучаващия състав се състои от Джеймс Марсдън, Ник Нолти, Кристина Апългейт, Кат Уилямс, Нийл Патрик Харис, Шон Хейс, Джо Пантолиано, Майкъл Кларк Дънкан, Уолъс Шоун и Роджър Мур. Филмът е самостоятелно продължение на филма от 2001 г. – „Котки и кучета“, с повече фокус със животинските персонажи от предишния филм, и е пуснат на 30 юли 2010 г. от Warner Bros. Pictures. Получи негативни отзиви от критиците и спечели $112.5 милиона и бюджет от $85 милиона.

## Актьорски състав
| Роля          | Изпълнител     |
| ------------- | -------------- |
| Шейн Ларсън   | Крис О'Донъл   |
| Чък           | Джак Макбрайър |
| Фредрих       | Фред Армисен   |
| Лудия Карлито | Пол Родригез   |

| Роля             | Изпълнител          |
| ---------------- | ------------------- |
| Дигс             | Джеймс Марсдън      |
| Бъч              | Ник Нолти           |
| Катрин           | Кристина Апългейт   |
| Сиймъс           | Кат Уилямс          |
| Кити Галор       | Бет Мидлър          |
| Лу               | Нийл Патрик Харис   |
| Господин Тинкълс | Шон Хейс            |
| Калико           | Уолъс Шоун          |
| Таб Лазенби      | Роджър Мур          |
| Пийк             | Джо Пантолиано      |
| Сам              | Майкъл Кларк Дънкан |
| Апетито          | Елизабет Дейли      |
| Поус             | Фил Ламар           |
| Рекс             | Лен Морганти        |

## В България
В България филмът е пуснат по кината на 13 август 2010 г. от Александра Филмс в 3D формат.
През 2011 г. е издаден на DVD от PRO Video SRL чрез Филм Трейд.
На 10 септември 2016 г. е излъчен по bTV Comedy с разписание събота в 10:00 ч.

### Дублажи
Синхронен дублаж
| Роля           | Изпълнител |
| -------------- | --- |
| Дигс           | Иван Петков |
| Бъч            | Марин Янев |
| Сиймус         | Христо Димитров |
| Катрин         | Ивет Лазарова |
| Кити Галор     | Мариета Петрова |
| Лу             | Петър Калчев |
| Мистър Тинкълс | Стоян Алексиев |
| Чък            | Румен Угрински |
| Шейн           | Константин Каракостов |
| Други гласове  | Анна-Мария Върбани Антония Тасева Георги Георгиев Георги Стоянов Диляна Сугарева Здравко Димитров Лъчезар Стефанов Мария Пенчева Петър Бонев Пламен Чернев Румелия Знаменова Стефан Младенов |

| Обработка              | Александра Аудио |
| ---------------------- | ---------------- |
| Изпълнителен продуцент | Васил Новаков    |

Войсоувър дублаж
| Озвучаващи артисти  | Златина Тасева Татяна Захова Георги Стоянов Светломир Радев Симеон Владов |
| Преводач            | Моника Спасова                                                            |
| Тонрежисьор         | Цветан Дацов                                                              |
| Режисьор на дублажа | Мария Ангелова                                                            |